# Xu Can
Xu Can (* 9. März 1994 in Suzhou, China, als 徐灿) ist ein chinesischer Boxer und aktueller regulärer WBA-Weltmeister im Federgewicht (aktueller WBA-Superchampion in jener Gewichtsklasse ist Léo Santa Cruz).

## Profikarriere
Im Jahre 2013 gab Can erfolgreich sein Debüt als Profi, er gewann gegen seinen Landsmann Tang Yuan Yuan über 4 Runden nach Punkten. Im darauffolgenden Jahr bestritt er insgesamt vier Kämpfe, wovon er zwei gewann und zwei verlor.
2017 trat er gegen Nehomar Cermeño um den internationalen Titel der WBA an und siegte vorzeitig in Runde 7.
Ende Januar des Jahres 2019 boxte Can gegen Jesús Rojas um die reguläre Weltmeisterschaft der Organisation WBA. Der Kampf fand im Toyota Center in Houston statt. Can schlug Rojas durch einstimmige Punktrichterentscheidung und wurde somit regulärer Weltmeister der WBA.